# 阿尔内·瑟伦森 (足球员)
阿尔内·瑟伦森（丹麥語：Arne Sørensen，1917年11月27日—1977年5月1日），丹麦足球运动员、教练。他曾带领丹麦国奥队参加1960年夏季奥林匹克运动会足球比赛，结果队伍获得银牌。